# Elias Salhab
Elias Salhab (ar. الياس سلهب; ur. 18 marca 1925 w Zuk Mikajil) – libański strzelec, olimpijczyk. 
Trzykrotnie uczestniczył w igrzyskach olimpijskich (IO 1960, IO 1968, IO 1972). Na każdych startował w trapie, a najlepszy wynik osiągnął w swoim pierwszym starcie, gdy zajął 10. miejsce ex aequo z Austriakiem Laszlo Szapárym. W kolejnych startach był na 18. i 48. pozycji.
Zajął czwarte miejsce w trapie na mistrzostwach świata w 1961 roku (uzyskał 289 punktów).

## Wyniki olimpijskie
| Igrzyska | Konkurencja | Wynik       | Miejsce | Źródło |
| -------- | ----------- | ----------- | ------- | ------ |
| IO 1960  | Trap        | 182 punkty  | 10T     | [ 2 ]  |
| IO 1968  | Trap        | 191 punktów | 18      | [ 3 ]  |
| IO 1972  | Trap        | 170 punktów | 48      | [ 4 ]  |